# Plovidba na rijeci Epte
Plovidba na rijeci Epte je Monetovo ulje na platnu naslikano 1890. godine.

## Djelo
U razdoblju od 1887. do 1890. francuski slikar Claude Monet je stvarao djela temeljena na događajima vezanim uz normandijsku rijeku Epte na sjeveru Francuske. Tako je nastalo i ovo djelo koje prikazuje sestre Suzanne i Blanche Hoschedé kako se nalaze u čamcu, na rijeci Epte. Riječ je o više slika iste tematike od čega se njih dvije nalaze u Parizu te po jedna u Tokiju i São Paulu.
Monet nije htio prikazati svjetlosni odsjaj na površini vode, nego koristeći tamne nijanse želi prikazati njezinu dubinu. Takva specifična vizualna dimenzija vode vidljiva je tek u kasnijim Monetovim djelima nastalim od 1918. do 1924. godine.
Djelo se nalazi u Muzeju umjetnosti u São Paulu.

## Galerija slika
- En Norvégienne. La barque à Giverny, pariški d'Orsay, 1887.
- La Barque, pariški Marmottan Monet, 1887.
- Sur le bateau, tokijski Nacionalni muzej zapadne umjetnosti, 1887.

## Vanjske poveznice
- 1887-1890" En canot sur l'Epte "-----de-----CLAUDE MONET  Arhivirana inačica izvorne stranice od 3. travnja 2017. (Wayback Machine)